# Anders Lindstedt (professor)
Anders Lindstedt, född 27 juni 1854 i Sundborn, död 16 maj 1939, var en svensk vetenskapsman och ämbetsman, professor i matematik och teoretisk mekanik vid Tekniska högskolan i Stockholm 1886–1909, KTH:s rektor 1903–1909, regeringsråd 1909–1916, president i Försäkringsrådet 1917–1924.
Lindstedt var en av de ledande i de utredningar som ledde till byggandet av den nya Tekniska Högskolan som stod färdig 1922. Lindstedtsvägen på KTH-området är uppkallad efter honom.
Han blev ledamot av Kungliga Vetenskapsakademien 1889.
Lindstedt var far till Sam, Gustaf, Hilda och Folke Lindstedt samt farfar till Anders Lindstedt.

## Utmärkelser
- Kommendör med stora korset av Nordstjärneorden, 6 juni 1913.[8]
- Kommendör med stora korset av Vasaorden, 6 juni 1921.[9]
- Kommendör av andra klassen av Vasaorden, 29 januari 1895.[10]
- Riddare av första klassen av Preussiska Kronorden, senast 1915.[11]
- Kommendör av första graden av Danska Dannebrogorden, senast 1915.[11]
- Kommendör av andra klassen av Norska Sankt Olavs orden, senast 1915.[11]
- Riddare av tredje klassen av Ryska Sankt Stanislausorden, senast 1915.[11]